# Nancy Kelly
Nancy Kelly (ur. 25 marca 1921 w Lowell, zm. 2 stycznia 1995 w Bel Air) – amerykańska aktorka filmowa i sceniczna.

## Życiorys
Urodziła się w Lowell, w stanie Massachusetts. Była starszą siostrą aktora Jacka Kelly’ego. Stała się sławna już jako dziecko – od kiedy skończyła dziewięć lat brała udział w wielu reklamach. Czasopismo filmowe "Film Daily" określiło ją jako "najczęściej fotografowane dziecko w Ameryce." Zagrała także rolę Dorothy Gale w audycji radiowej powstałej na podstawie powieści Czarnoksiężnik z Krainy Oz.
Jako dorosła aktorka pojawiała się w wielu filmach. Szczyt jej kariery przypadł na przełom lat trzydziestych i czterdziestych. Do najbardziej znanych filmów z jej udziałem należą komedie He Married His Wife (1939) oraz Abbott i Costello w tropikach (One Night in the Tropics, 1940), a także film przygodowy Tarzan's Desert Mystery (1943). Równocześnie pojawiała się też na deskach teatrów i odnosiła na nich sukcesy. W 1955 otrzymała nagrodę Tony za rolę w sztucę The Bad Seed autorstwa Maxwella Andersona. Zagrała też w filmowej ekranizacji tej sztuki (1956). Za tę rolę otrzymała nominację do Oscara.
Była trzykrotnie zamężna; wszystkie je małżeństwa zakończyły się rozwodem.
Zmarła w 1995 roku w wyniku powikłań cukrzycy. Została pochowana na cmentarzu Westwood Village Memorial Park Cemetery w Los Angeles. Ma gwiazdę w Alei Gwiazd w Los Angeles.

## Filmografia
- 1926 – The Untamed Lady
- 1926 – Mismates Mismates
- 1926 – The Great Gatsby
- 1929 – Girl on the Barge
- 1929 – Glorifying the American Girl
- 1935 – Convention Girl
- 1938 – Submarine Patrol
- 1939 – Jesse James
- 1939 – Tail Spin
- 1939 – Frontier Marshal
- 1939 – Stanley and Livingstone
- 1940 – He Married His Wife
- 1940 – Sailor's Lady
- 1940 – Private Affairs
- 1940 – Abbott i Costello w tropikach (One Night in the Tropics)
- 1941 – Scotland Yard
- 1941 – A Very Young Lady
- 1941 – Parachute Battalion
- 1942 – Fly-by-Night
- 1942 – To the Shores of Tripoli
- 1942 – Friendly Enemies
- 1943 – Tornado
- 1943 – Women in Bondage
- 1943 – Tarzan's Desert Mystery
- 1944 – Gambler's Choice
- 1944 – Show Business
- 1944 – Double Exposure
- 1945 – Betrayal from the East
- 1945 – Song of the Sarong
- 1945 – The Woman Who Came Back
- 1945 – Follow That Woman
- 1946 – Murder in the Music Hall
- 1956 – Crowded Paradise
- 1956 – The Bad Seed